# ハンフリー・ド・ブーン (第3代ヘレフォード伯)
第3代ヘレフォード伯ハンフリー・ド・ブーン（英: Humphrey (VI) de Bohun, 3rd Earl of Hereford, 1249年ごろ - 1298年12月31日）は、イングランド貴族で、主に『両憲章の確認書（Confirmatio Cartarum）』をめぐってエドワード1世と対立したことで知られる。また、ウェールズ戦争にも積極的に参加し、数年間グロスター伯と対立した。父のハンフリー（5世）・ド・ブーンは、第二次バロン戦争で反乱貴族の側について戦った。父ハンフリー（5世）が祖父ハンフリー（4世）より先に亡くなったため、ハンフリー（6世）は祖父の跡継ぎとなった。1275年に祖父ハンフリー（4世）が亡くなった後、ハンフリー（6世）はヘレフォード伯およびエセックス伯の領地を相続した。また、母のエリナー・ド・ブローズからウェールズ辺境地方の主要な領地も相続した。
ハンフリーは若いころ、イングランドのウェールズ戦争中にサウェリン・アプ・グリフィズが奪った辺境領の再征服に参加した。これは最終的に、1277年のエドワード1世のウェールズ戦争により達成された。また1282年から1283年、および1294年から1295年にもウェールズにおける戦いに参加した。同時に他の辺境領主たちとの間で私的な対立も抱えており、グロスター伯ギルバート・ド・クレアとの対立は最終的にエドワード1世の介入により終結した。晩年は、第5代ノーフォーク伯ロジャー・ビゴッドとともにエドワード1世の軍事・財政政策に反対した。この対立は内戦に発展する可能性があったが、戦争の矛先がスコットランドに向けられたことで終息した。エドワード1世はマグナ・カルタの確認書である『両憲章の確認書（Confirmatio Cartarum）』に署名し、ハンフリーとノーフォーク伯はフォルカークの戦いに参加することに同意した。ハンフリーは1298年に亡くなり、息子ハンフリー（7世）が後を継いだ。

## 家族
ハンフリー（6世）はノルマン・コンクエストに遡るアングロ・ノルマン貴族の家系に属し、当主のほとんどがハンフリーの名であった。祖父ハンフリー（4世）は、シモン・ド・モンフォールと対立する貴族派に属していたが、後に王党派に寝返った。1264年5月のルイスの戦いで捕虜となったが、翌年のイーヴシャムの戦いで王党派が勝利すると寵愛を回復した。父ハンフリー（5世）は第二次バロン戦争の間は貴族派に忠誠を誓い、1265年8月4日にイーヴシャムの戦いで捕虜となった。その年の10月、ハンフリー（5世）は戦いで受けた傷がもとでチェシャーのビーストン城で捕虜として亡くなった。
父ハンフリー（5世）は反乱の結果継承権を剥奪されていたが、1275年に祖父ハンフリー（4世）が死去すると、ハンフリー（6世）がヘレフォード伯領とエセックス伯領を相続した。ハンフリー（6世）は、ハンフリー（4世）の下ですでにイングランド副大司馬を務めていた。ハンフリー（4世）は、プレシー伯位を次男ヘンリーのために留保していたが、残りの領地はハンフリー（6世）に渡った。ハンフリー（6世）が受け継いだ遺産には、祖父ハンフリー（4世）からエセックスとウィルトシャーの土地を譲り受けたほか、母方からウェールズ辺境地方の重要な領地も継承した。母エリナーは、ウィリアム・ド・ブローズと、その妻でヘンリー3世の摂政をつとめたウィリアム・マーシャルの娘で共同相続人のエヴァ・マーシャルとの間に生まれた娘で共同相続人であった。
ハンフリー（6世）は父の死の際に16歳であったため、ブローズ家の遺領は1270年まで王の管理下に置かれた。この遺領の一部であるブレコンの辺境領は、その間はハートフォード伯ギルバート・ド・クレアの管理下に置かれた。ハンフリーは1270年にハートフォード伯から領主権を取り戻したが、この時までにこれらの領地はプリンス・オブ・ウェールズのサウェリン・アプ・グリフィズに事実上奪われていた。サウェリン・アプ・グリフィズは、イングランドの政治的混乱を利用して、辺境領に領土を拡大した。
ハンフリーは、弟ギルバートに、母親のアイルランドの全ての領地と、イングランドとウェールズの領地の一部を与えた。

## ウェールズ戦争
その後の数年間、ハンフリーは主に失った辺境領の奪還に力を注いだが、これは主にサウェリン・アプ・グリフィズとの私戦によるものであった。ヘンリー3世は1272年に死去し、息子エドワード1世は十字軍に出征しており1274年まで帰国しなかった。サウェリン・アプ・グリフィズは、ハンフリーや他の辺境領の領主たちの軍事行動がモンゴメリー条約違反であると考えたこともあり、新イングランド王に臣下の礼をとることを拒否した。1276年11月12日、ハンフリーはサウェリンに対する判決が下される王室会議に出席し、1277年にエドワード1世はサウェリンに宣戦布告した。ブレコン地方で起こった反乱により、ウェールズ戦争初期へのハンフリーの参加は遅れた。しかし、ハンフリーは反乱を鎮圧し、さらに西側を征服することに成功した。その後、ハンフリーは王軍に加わり、アングルシー島でしばらく軍務についた後、ブレコンに戻り、ウェールズの領主たちの降伏を受けた。遠征が終わった後の1278年1月2日、ハンフリーはエドワード1世の保護を受け、スペインのサンティアゴ・デ・コンポステーラへの巡礼に出発した。
1282年、ウェールズとの戦争が再び勃発した。今回は単なる懲罰作戦ではなく、本格的な征服戦争となった。当初、国王は報酬を支払う形で集められた軍隊で戦争に挑もうとしたが、貴族たちは封建的な召集による軍隊を主張した。ハンフリーのような人々にとって、これは好ましいことだった。なぜなら、封建制軍の一員として、参加者は戦争に利害関係を持ち、征服した土地に対する正当な権利も持つことになるからだ。結局、伯爵たちは勝利したものの、戦争の報酬は誰一人として受け取らなかった。ハンフリーはイングランドの世襲統治者としての権威を厳格に守り、グロスター伯ギルバート・ド・クレアが南ウェールズの軍の司令官に任命されたときには激しく抗議した。しかし、戦後の和解では、ハンフリーもグロスター伯も、他の多くの有力貴族が受けたような、領地という大きな報酬を受け取らなかった。ハンフリーは1294年から1295年にかけての反乱を鎮圧するために再びウェールズで戦い、北にいるエドワード1世のもとに加わる前に再びブレコンの領土を平定しなければならなかった。

## 辺境領における私闘

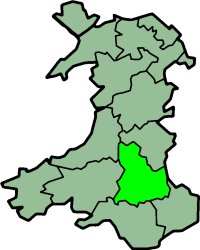
ウェールズのブレックノックシャー、ヘレフォード伯のブレコン領（大部分）とビュエルト領（北西隅）にほぼ相当する。

ウェールズ戦争と並行して、ハンフリーは辺境領の領地に対する権利を他の辺境領主に対して主張しようともがいた。1284年、エドワード1世はカーマーゼンシャーのイセンネン・ハンドレッドをジョン・ギファードに与えた。ハンフリーは征服権によりその土地は自らのものであると考え、その土地を取り戻すための運動を開始したが、エドワード1世はギファードの味方をした。また、グロスター伯とも問題が生じた。グロスター伯の元後見人として、ハンフリーは結婚権を買い戻さなければならなかったが、グロスター伯は全額を受け取っていないと主張した。ハンフリーには、1282年から1283年の運動でグロスター伯に従属したことに対する恨みも残っていた。グロスター伯がモーレイズに城を建設し始めたとき、ハンフリーはそこを自らの領地であると主張し、対立は頂点に達した。1286年、エドワード1世はグロスター伯に戦争をやめるよう命じたが、効果はなかった。
辺境領では、紛争を私戦で解決するのが長年の慣習となっていた。しかしハンフリーの問題は、辺境領における相対的な弱さであり、今やハンフリーは2つの異なる敵との紛争に直面していた。そのため彼は、伝統を破り、代わりに国王に問題を持ち込むことに決めた。エドワード1世は再びグロスター伯に戦争の停止を命じたが、グロスター伯は命令を無視し、ヘレフォード伯の領地への襲撃を開始した。敵対行為は続き、ハンフリーは応戦し、両伯爵は逮捕され国王の前に引き出された。本当の罪は私戦そのものではなく、伯爵たちが国王の停止命令を尊重しなかったという事実であった。1292年1月の議会で、グロスター伯には1万マルク、ハンフリーには1,000マルクの罰金が科された。グロスター伯のグラモーガン私領は没収を宣言され、ハンフリーのブレコン私領も同様に王室に没収された。
結局、罰金は支払われず、領地はすぐに返還された。それでもエドワードは重要な点を証明した。ウェールズ征服後、辺境領主の戦略的位置はイングランド王室にとってそれほど重要ではなくなり、辺境領主に与えられた私領は縮小される可能性が示されたのである。エドワード1世にとってこれは王室の特権を主張し、それがウェールズ辺境領にも及ぶことを示す良い機会であった。

## エドワード1世との対立

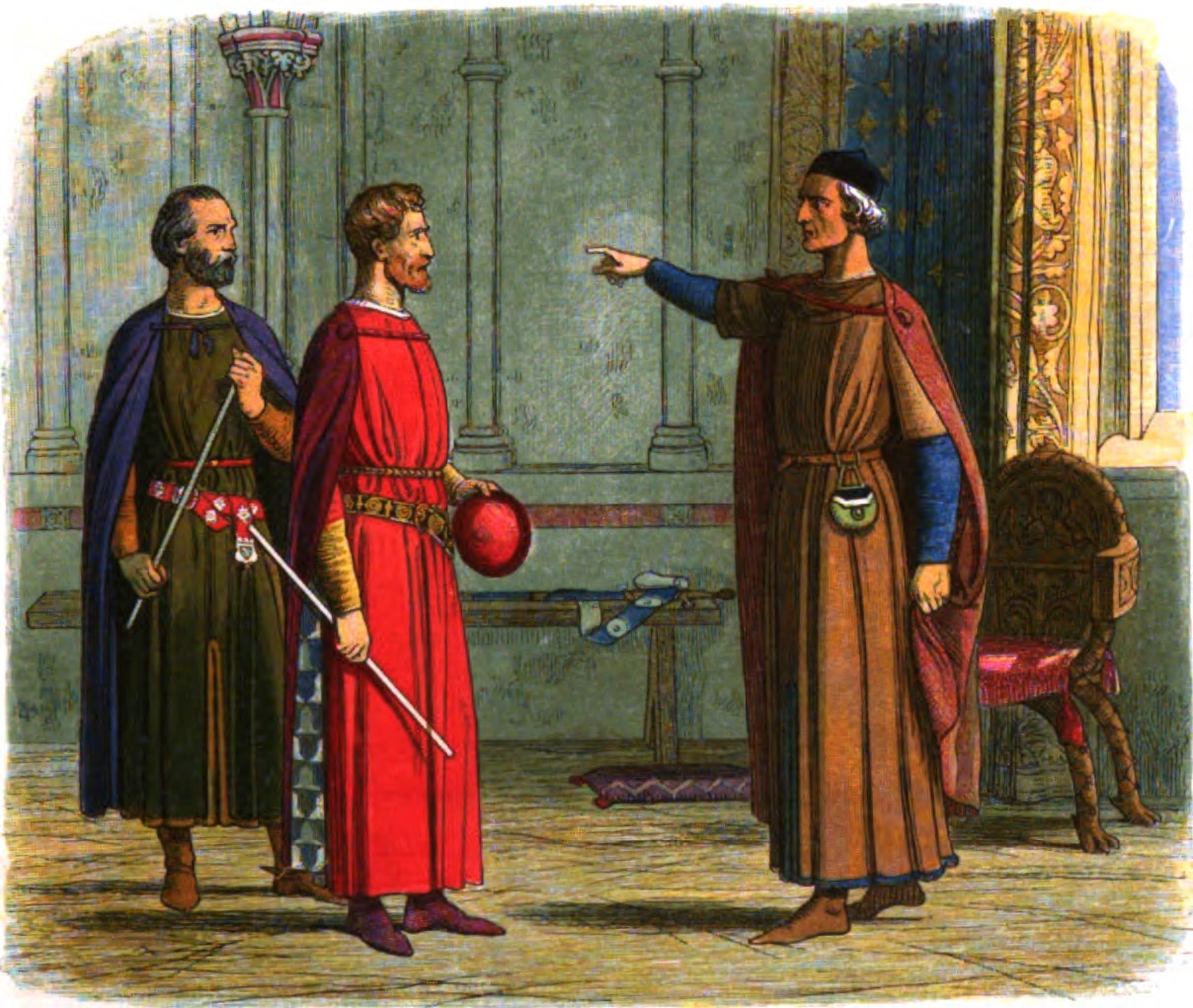
エドワード1世と対立するハンフリーとノーフォーク伯（20世紀の画）

1294年、フランス王はイングランドの保持していたアキテーヌ公領を没収すると宣言し、両国の間で戦争が勃発した。エドワード1世は、大陸の他の君主たちと同盟を結び、侵攻を準備するという、費用のかかる大規模な計画に着手した。1297年3月のソールズベリー議会で国王が貴族らに兵役を要求したとき、ノーフォーク伯ロジャー・ビゴッドはイングランド元帥の立場でこれを拒否した。国王の臣民は国王と同行しないかぎり海外で兵役に就く義務はないというのがその主張であったが、エドワード1世は自分の軍隊をフランドルに派遣し、貴族らをガスコーニュに派遣することを主張した。
ソールズベリー議会の当時、ハンフリーはエドワード1世の娘二人に同行してブラバントに行っていたため、出席できなかった。しかし、イングランドの執政官として帰国した彼は、7月にノーフォーク伯に同調し、封建的な奉仕を拒否した。二人の伯爵に、アランデル伯とウォリック伯も同調した。貴族たちが反抗した主な理由は、エドワード1世がウェールズ、フランス、スコットランドで戦争を続けたために課税が重荷になったためであった。これには、聖職者に対する課税をめぐってエドワード1世と論争中だったカンタベリー大司教ロバート・ウィンチェルシーも同調した。ある時、ハンフリーとノーフォーク伯は、国会の同意を得ていない課税に抗議するため、自ら財務省に現れた。ハンフリーにとって、辺境領での争いで受けた屈辱と私領に関する件の後、エドワード1世との対立には個人的な理由もあった。ロンドン郊外の集会で、ハンフリーはエドワード1世の権力の乱用に反対し、古来の自由の回復を要求する熱のこもった演説を行った。その不満は『抗議文』として知られる文書にまとめられた。
どちらも引き下がろうとはせず、国内は再び内戦の瀬戸際にあった。しかし、紛争が頂点に達したとき、外部からの介入がきっかけで解決に至った。1297年9月、スターリング・ブリッジの戦いにおいてイングランド軍はスコットランド軍に大敗した。スコットランド軍の勝利により、イングランド北部はウィリアム・ウォレス率いるスコットランド軍の襲撃にさらされた。スコットランドとの戦争は、イングランド貴族らの母国が脅かされたことで、イングランド王の大陸における領土を守るためのフランスでの戦争よりも幅広い支持を得た。エドワード1世はフランスでの遠征を断念し、フランス王と休戦を交渉した。エドワード1世は、いわゆる『両憲章の確認書（Confirmatio Cartarum）』でマグナ・カルタを確認することに同意した。その結果、貴族らはスコットランドとの戦いにおいてエドワード1世に従うことに同意し、ハンフリーは1298年のフォルカークの戦いにおいて軍に加わりスコットランド軍に決定的な勝利を収めた。ハンフリーはエドワード1世が勅許状を支持したことに不満を示し、戦いの後に撤退し、エドワード1世は遠征を断念せざるを得なくなった。

## 死

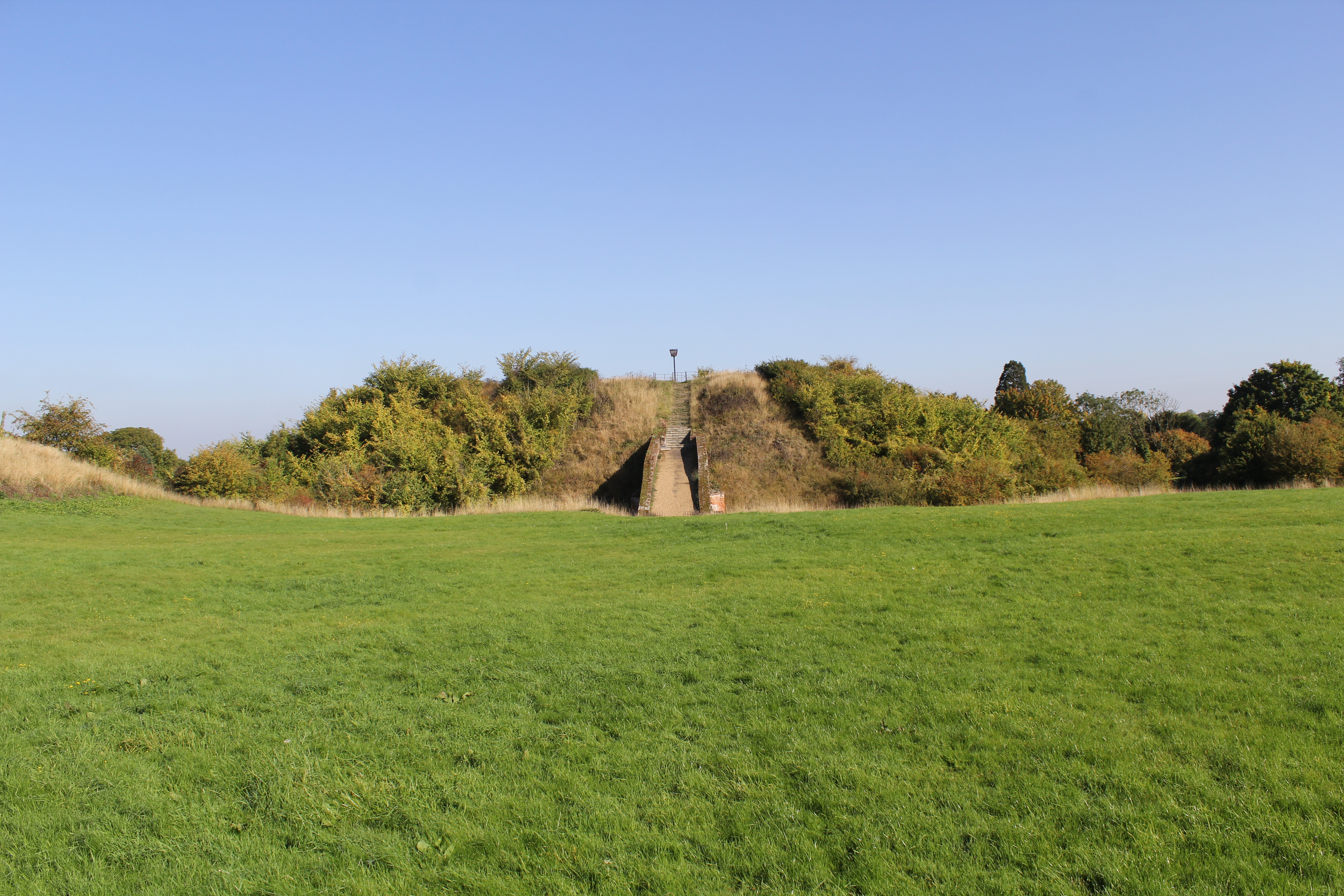
プレシー城跡

1275年、ハンフリーはファインズ領主で騎士のアンゲラン・ド・ファインズとその2番目の妻イザベル（王妃エリナーの親戚）との娘モード・ド・ファインズと結婚した。モードはハンフリーより先に亡くなり、エセックスのウォールデン修道院に埋葬された。ハンフリーは1298年12月31日にプレシー城で亡くなり、ウォールデン修道院の妻モードの横に埋葬された。2人の間には1276年頃に生まれた第4代ヘレフォード伯ハンフリーという息子がいた。息子ハンフリーは1299年2月16日に領地と称号を継承し、父のイングランド大司馬の称号も継承した。
ハンフリーは一貫して封建的特権とみなしたものを守ろうとした。ハンフリーの生涯は、特にウェールズ辺境領での混乱と政治的争いで特徴づけられるが、最終的にはウェールズ辺境領に領地を残した。1297年、エドワード1世と反乱を起こした貴族らとの対立が最高潮に達したとき、エドワード1世は辺境領におけるハンフリーの権力を弱めようとしたが、ハンフリーが地元の人々との間に良好な関係を築いていたため失敗した。